# Нижньогірюнінське сільське поселення
Нижньогірю́нінське сільське поселення (рос. Нижнегирюнинское сельское поселение) — сільське поселення у складі Балейського району Забайкальського краю Росії.
Адміністративний центр — село Нижнє Гірюніно.

## Історія
Станом на 2002 рік існували Ложниковський сільський округ (села Жетково, Ложниково, населений пункт Рудник Жетково) та Нижньогірюнінський сільський округ (села Етика, Нижнє Гірюніно).

## Населення
Населення сільського поселення становить 325 осіб (2019; 425 у 2010, 584 у 2002).

## Склад
До складу сільського поселення входять:
| Населений пункт                 | Населення, осіб (2002) | Населення, осіб (2010) |
| ------------------------------- | ---------------------- | ---------------------- |
| Етика, село                     | 3                      | -                      |
| Жетково, село                   | 82                     | 67                     |
| Ложниково, село                 | 156                    | 98                     |
| Нижнє Гірюніно, село            | 248                    | 194                    |
| Рудник Жетково, населений пункт | 95                     | 69                     |